# Pāli (ort i Indien, Uttar Pradesh)
Pāli är en ort i Indien.   Den ligger i distriktet Lalitpur och delstaten Uttar Pradesh, i den centrala delen av landet, 500 km söder om huvudstaden New Delhi. Antalet invånare är 9 098.